# Nacaduba asaga
Nacaduba asaga is een vlinder uit de familie van de Lycaenidae. De wetenschappelijke naam van de soort is voor het eerst geldig gepubliceerd in 1916 door Fruhstorfer.